# Afrikaspiele 2019/Tennis
Bei den Afrikaspielen 2019 in Rabat wurden vom 21. bis 29. August 2019 sechs Wettbewerbe im Tennis ausgetragen.

## Herren

### Einzel
| Platz | Land | Spieler               |
| ----- | ---- | --------------------- |
| 1     | EGY  | Mohamed Safwat        |
| 2     | EGY  | Karim-Mohamed Maamoun |
| 3     | EGY  | Adam Moundir          |
| 3     | TUN  | Aziz Dougaz           |

### Doppel
| Platz | Land     | Spieler                            |
| ----- | -------- | ---------------------------------- |
| 1     | Tunesien | Aziz Dougaz Skander Mansouri       |
| 2     | Marokko  | Adam Moundir Lamine Ouahab         |
| 3     | Ägypten  | Karim-Mohamed Maamoun Sherif Sabry |
| 3     | Ägypten  | Akram El Sallaly Mohamed Safwat    |

### Mannschaft
| Platz | Land                                                                       |
| ----- | -------------------------------------------------------------------------- |
| 1     | Marokko Lamine Ouahab Adam Moundir Anas Fattar Yassir Kilani               |
| 2     | Ägypten Akram El Sallaly Karim-Mohamed Maamoun Mohamed Safwat Sherif Sabry |
| 3     | Tunesien Aziz Dougaz Skander Mansouri                                      |

## Damen

### Einzel
| Platz | Land      | Spielerin       |
| ----- | --------- | --------------- |
| 1     | Ägypten   | Mayar Sherif    |
| 2     | Südafrika | Chanel Simmonds |
| 3     | Ägypten   | Lamis Salama    |
| 3     | Ägypten   | Sandra Samir    |

### Doppel
| Platz | Land    | Spielerinnen                      |
| ----- | ------- | --------------------------------- |
| 1     | Ägypten | Rana Sherif Ahmed Mayar Sherif    |
| 2     | Ägypten | Lamis Salama Sandra Samir         |
| 3     | Nigeria | Adesuwa Osabuohien Barakat Quadre |
| 3     | Marokko | Sara Akid Rania Azziz             |

### Mannschaft
| Platz                                                                                     | Land                                                             |
| ----------------------------------------------------------------------------------------- | ---------------------------------------------------------------- |
| 1                                                                                         | Ägypten Lamis Salama Sandra Samir Rana Sherif Ahmed Mayar Sherif |
| 2                                                                                         | Marokko Sara Akid Rania Azziz Rita Atik Salma Ziouti             |
| 3                                                                                         |                                                                  |
| Nigeria Adesuwa Osabuohien Barakat Quadre Blessing Samuel Audu Aanu Enita Mercy Aiyegbusi |                                                                  |

## Medaillenspiegel
| Platz | Land      | Gold | Silber | Bronze | Gesamt |
| ----- | --------- | ---- | ------ | ------ | ------ |
| 01    | Ägypten   | 4    | 3      | 4      | 11     |
| 02    | Marokko   | 1    | 2      | 2      | 5      |
| 03    | Tunesien  | 1    | —      | 2      | 3      |
| 04    | Südafrika | —    | 1      | —      | 1      |
| 05    | Nigeria   | —    | —      | 2      | 2      |